# Freycenet-la-Cuche
Freycenet-la-Cuche ist eine französische Gemeinde mit 105 Einwohnern (Stand: 1. Januar 2022) im Département Haute-Loire in der Region Auvergne-Rhône-Alpes (vor 2016 Auvergne); sie gehört zum Arrondissement Le Puy-en-Velay und zum Kanton Mézenc.

## Geografie
Freycenet-la-Cuche liegt etwa 24 Kilometer südöstlich von Le Puy-en-Velay. Umgeben wird Freycenet-la-Cuche von den Nachbargemeinden Freycenet-la-Tour im Norden, Les Estables im Osten und Nordosten, Le Béage im Süden, Issarlès im Südwesten, Présailles im Westen sowie Le Monastier-sur-Gazeille im Nordwesten.

## Bevölkerungsentwicklung
| Jahr                       | 1962 | 1968 | 1975 | 1982 | 1990 | 1999 | 2006 | 2011 | 2017 |
| Einwohner                  | 431  | 367  | 285  | 216  | 176  | 145  | 149  | 125  | 106  |
| Quellen: Cassini und INSEE |      |      |      |      |      |      |      |      |      |

## Sehenswürdigkeiten
- Kirche Saint-Jean-Baptiste aus dem 19. Jahrhundert
- Wehrhaus, seit 1992 Monument historique

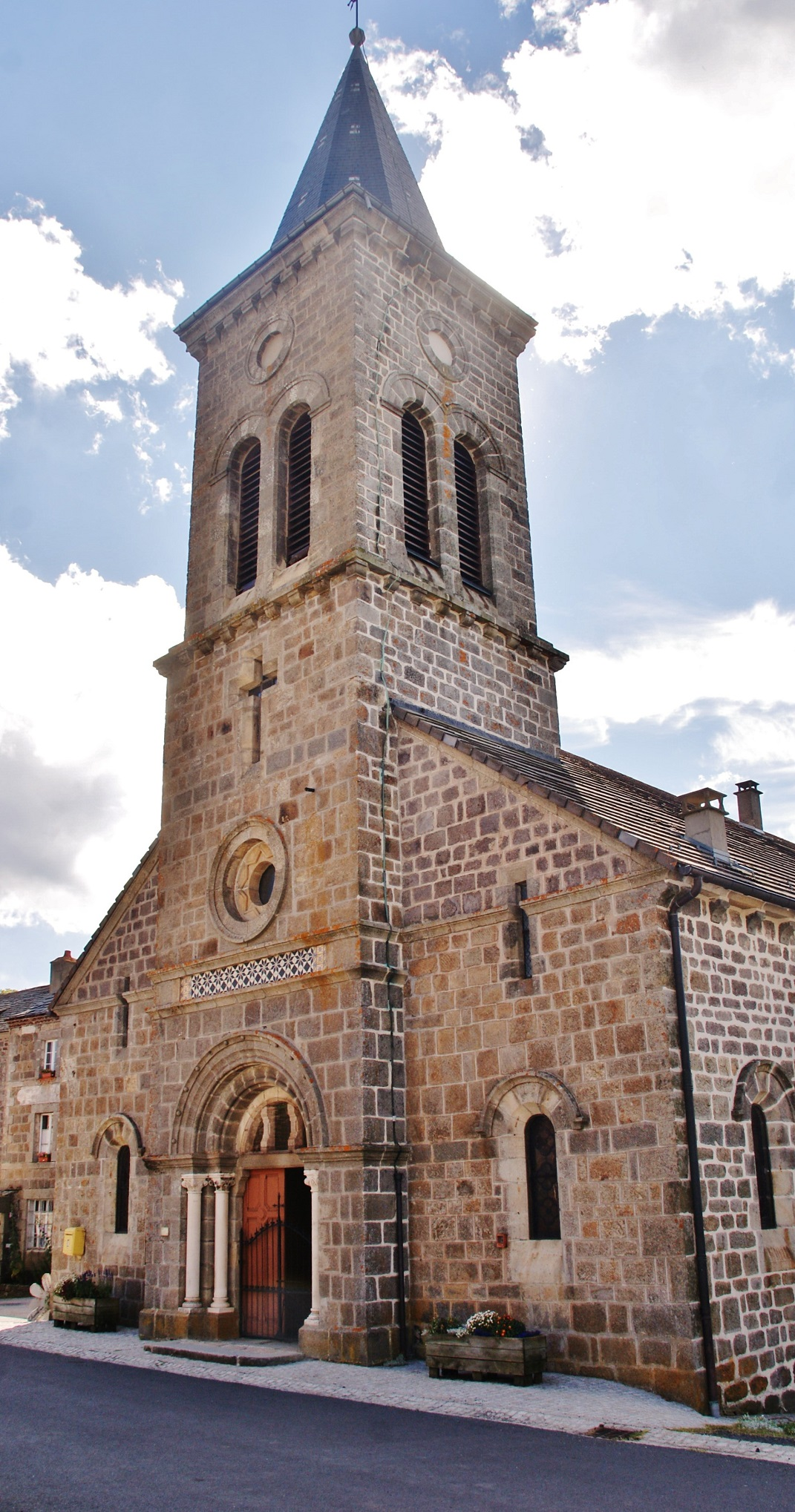
Kirche Saint-Jean-Baptiste
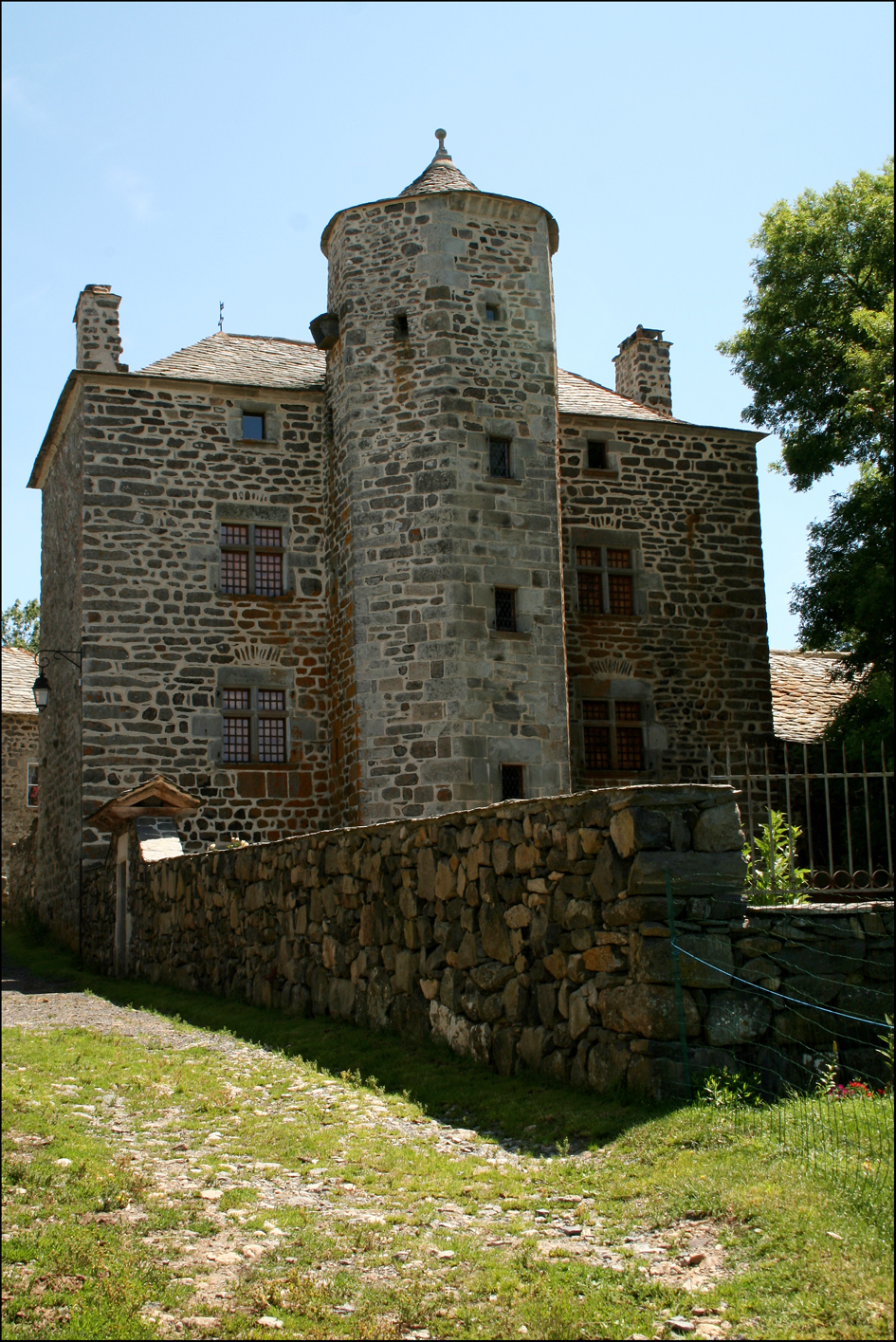
Wehrhaus